# Jeleń olbrzymi
Jeleń olbrzymi, łoś irlandzki (Megaloceros giganteus) – gatunek wymarłego ssaka z rodziny jeleniowatych.
Żył od środkowego plejstocenu do wczesnego holocenu od 500 tys. do 7700 lat temu. Zamieszkiwał północną Europę (najwięcej jego szczątków znaleziono w Irlandii), północną Azję i północną Afrykę. Wielkością był zbliżony do łosia, osiągał ok. 2,1 m wysokości w kłębie. Posiadał poroże przekraczające 3,5 m rozpiętości, ważące około 40 kg. Żywił się tym, czym dzisiejsze jelenie. Z rysunków naskalnych wynika, że człowiek pierwotny często spotykał się z tym stworzeniem i polował na nie.
Ze względu na łopatowaty kształt poroża jeleń olbrzymi był uważany za bliskiego krewniaka daniela. Późniejsze badania morfologiczne i molekularne wskazały jednak na jego bliższe pokrewieństwo z jeleniem szlachetnym i wapiti. Dopiero badania genetyczne z 2005 r. potwierdziły, że jego najbliższym krewnym jest jednak faktycznie daniel.
Jedyny w Polsce kompletny szkielet jelenia olbrzymiego można zobaczyć na wystawie „Układ kostny kręgowców” w Muzeum Przyrodniczym Uniwersytetu Wrocławskiego.

## Etymologia
- Megaloceros: gr. μεγας megas, μεγαλη megalē „wielki”; κερας keras, κερατος keratos „róg”[4].
- giganteus: łac. giganteus „gigantyczny, olbrzymi”, od gigas, gigantis „gigant, olbrzym”, od gr. γιγας gigas, γιγαντος gigantos „gigant, olbrzym”[5].

## Jeleń olbrzymi w kulturze
Jeleń olbrzymi pojawił się w książkach Zaginiony świat (The Lost World) autorstwa Arthura Conana Doyle’a, w Sadze o Królestwie Światła (Legenden om Ljusets rike) autorstwa Margit Sandemo, w cyklu powieściowym „Dzieci Ziemi” ("Earth’s Children") autorstwa Jean Marie Auel, oraz wyprodukowanych przez BBC serialach dokumentalnych Wędrówki z bestiami (Walking with Beasts) i Wędrówki z jaskiniowcami (Walking with Caveman). W Irlandii, przy drodze N20 pomiędzy miejscowościami Mallow i Cork, stoi naturalnej wielkości figura tego zwierzęcia.

## Galeria

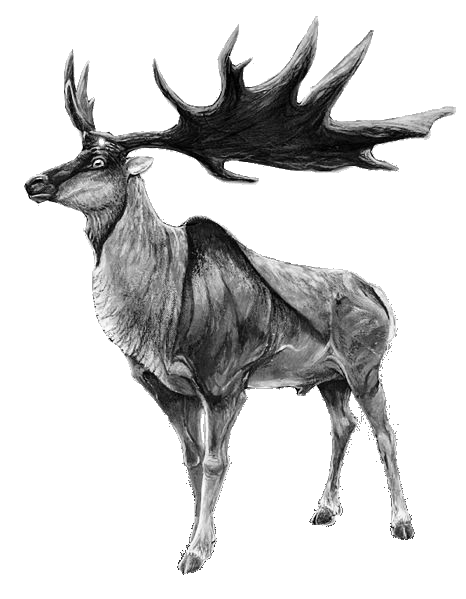
Rekonstrukcja Megaloceros giganteus.
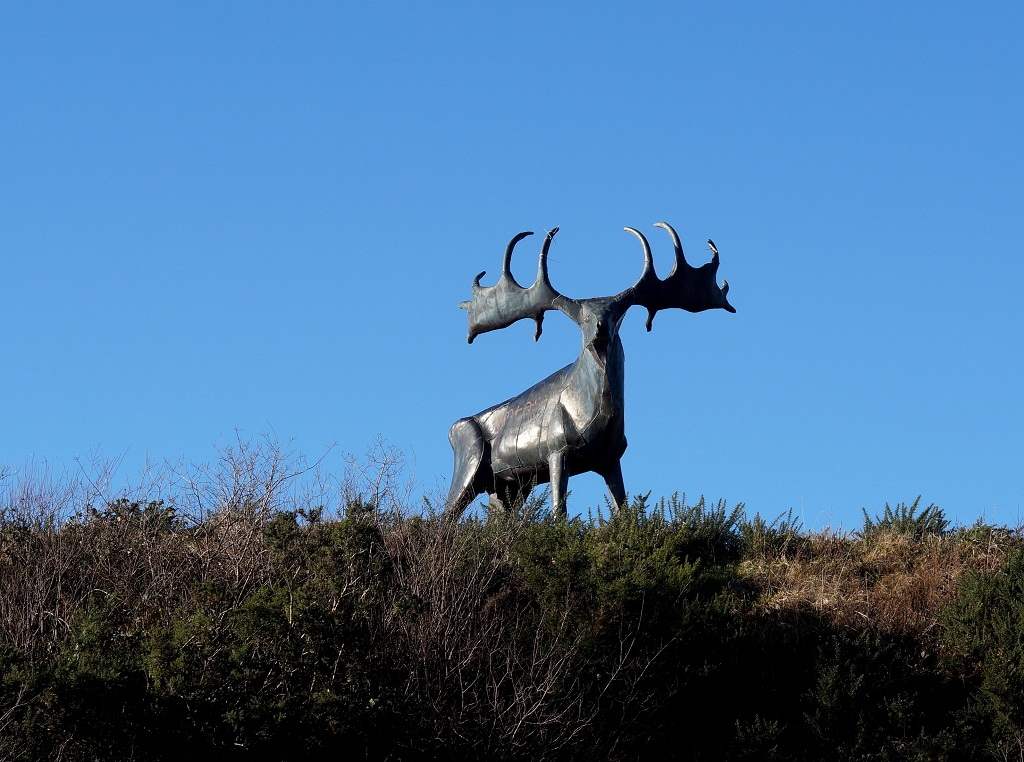
Jeleń olbrzymi, figura przy drodze N20 w Irlandii.
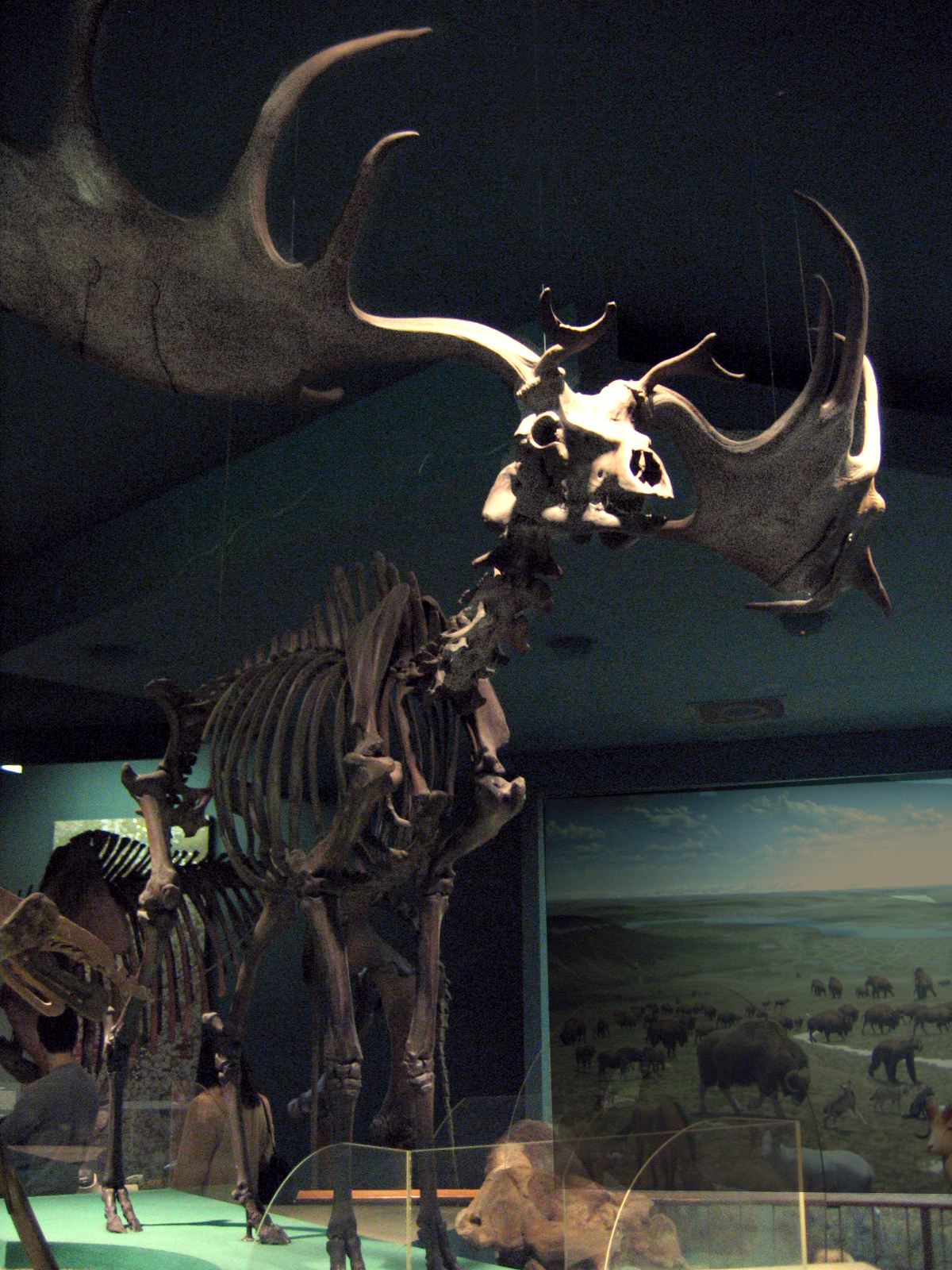
Skamieniały szkielet Megaloceros giganteus w Muzeum Historii Naturalnej w Waszyngtonie.
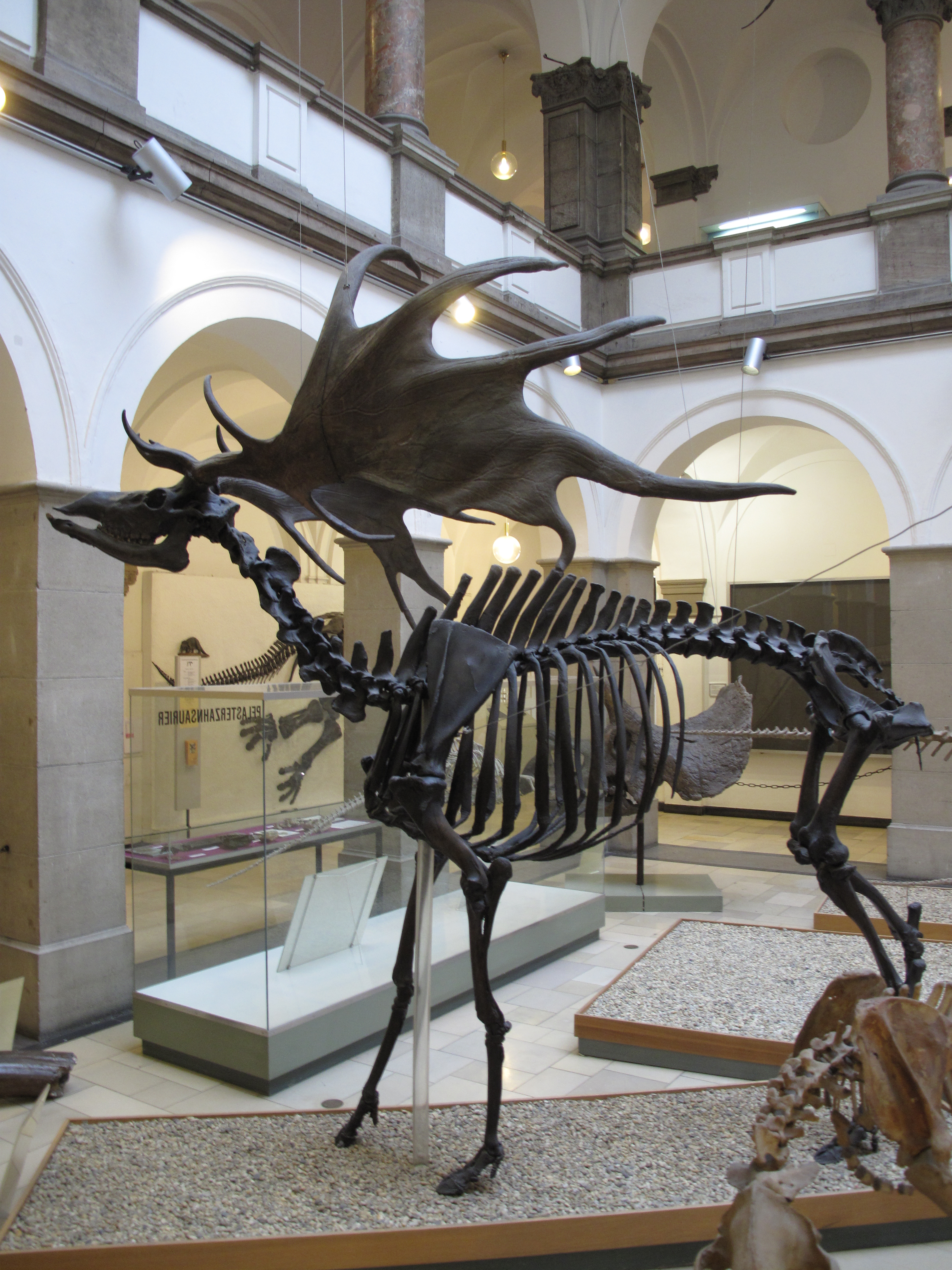
Skamieniały szkielet Megaloceros giganteus w Muzeum Paleontologicznym w Monachium.
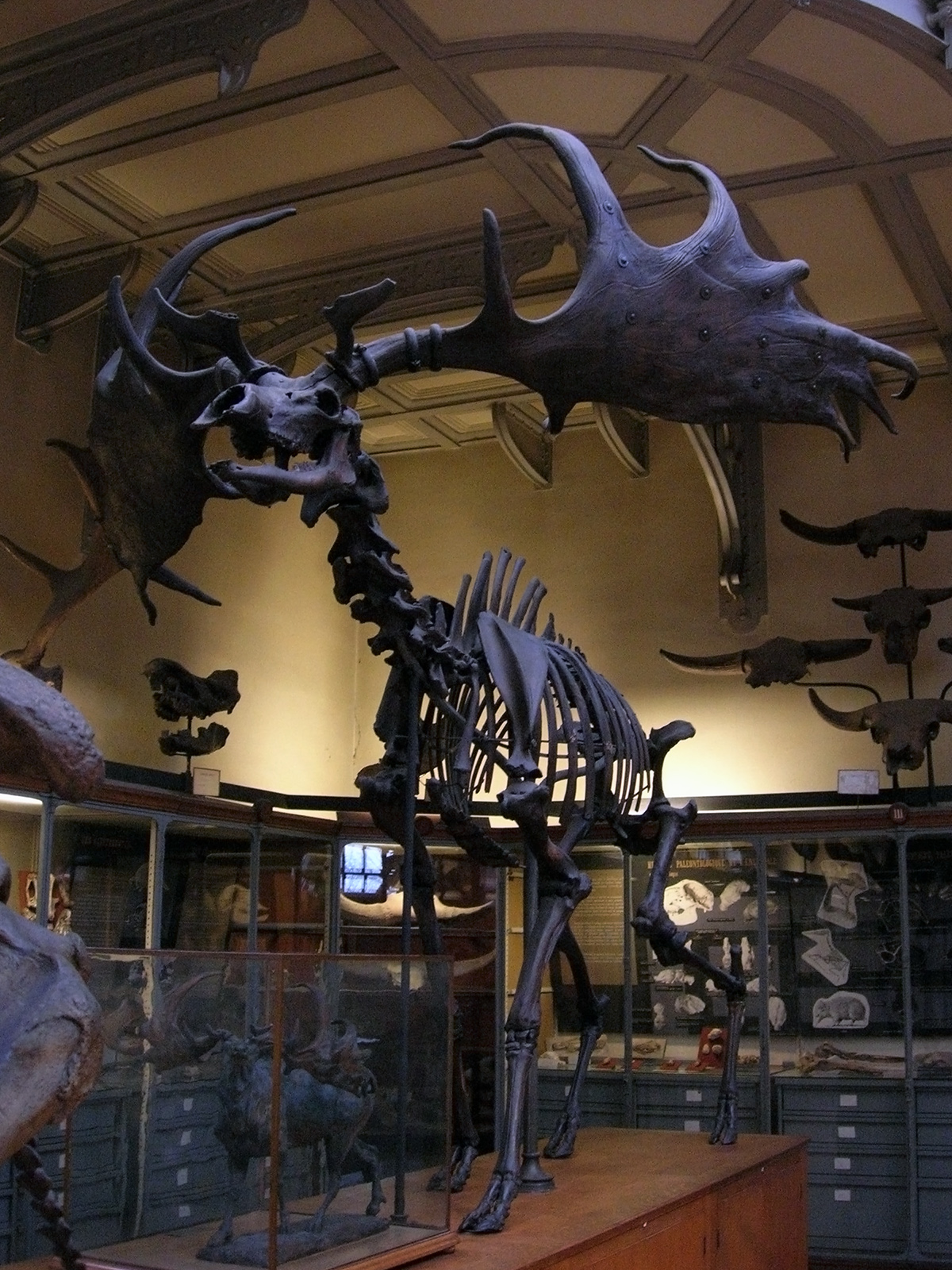
Skamieniały szkielet Megaloceros giganteus w Muzeum Historii Naturalnej w Paryżu.
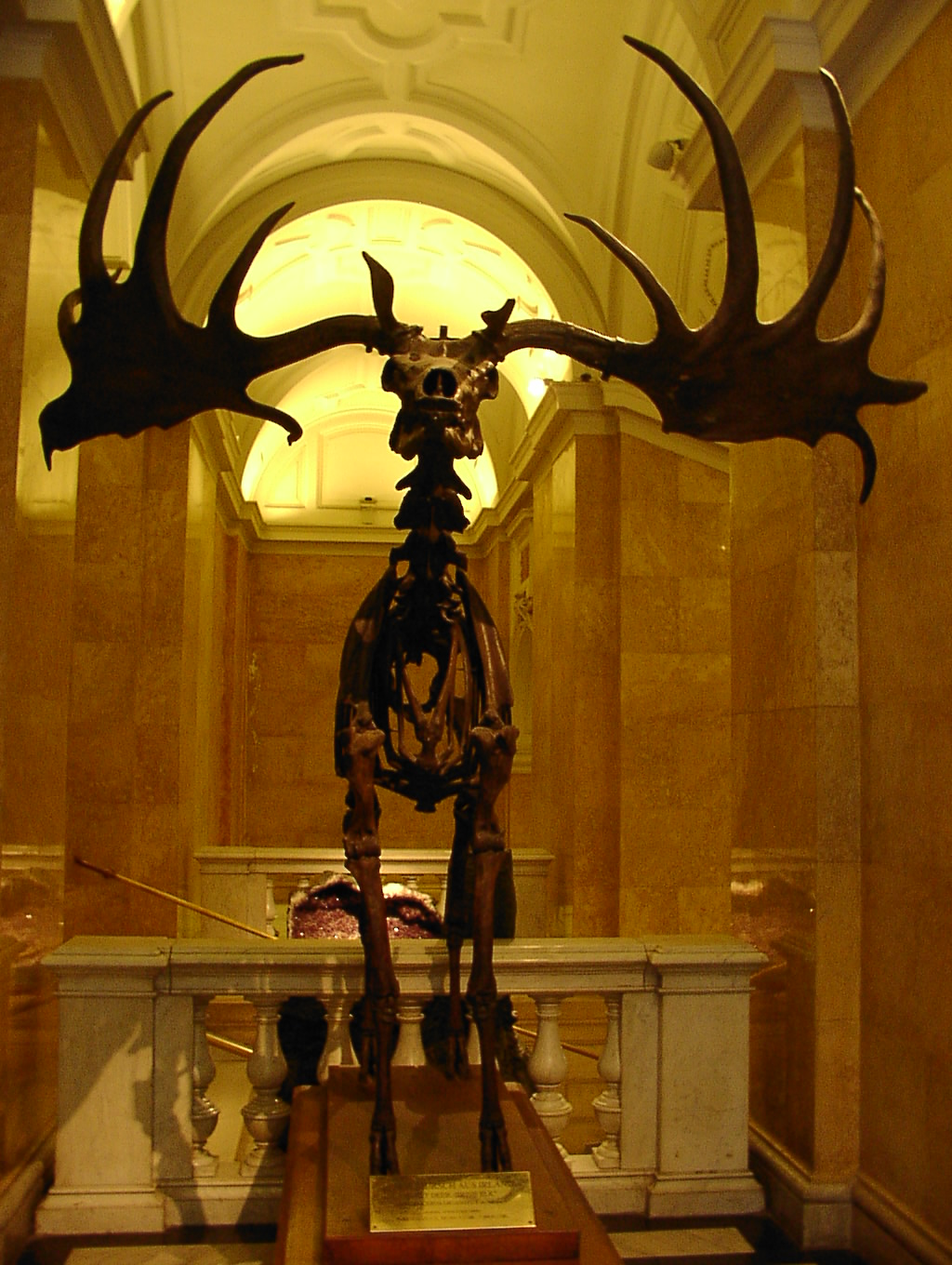
Skamieniały szkielet Megaloceros giganteus w Muzeum Historii Naturalnej w Wiedniu.
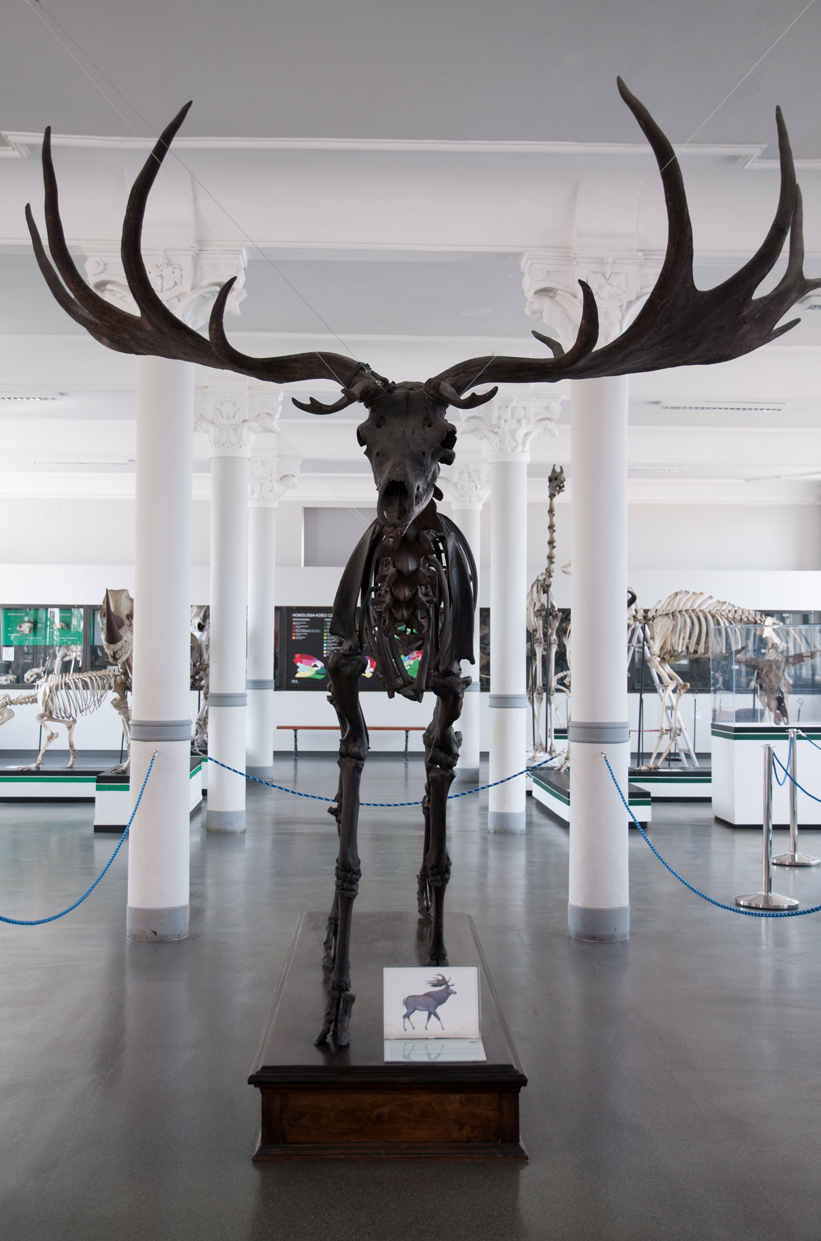
Jeleń olbrzymi (Megaloceros giganteus). Szkielet w Muzeum Przyrodniczym Uniwersytetu Wrocławskiego.